# توماس فيليبس برايس
توماس فيليبس برايس (بالإنجليزية: Thomas Phillips Price)‏ هو محامي وسياسي بريطاني (وحمل سابقاً جنسية المملكة المتحدة لبريطانيا العظمى وأيرلندا)، ولد في 1844، وتوفي في 28 يونيو 1932. حزبياً، نشط في الحزب الليبرالي. في الانتخابات العمومية البريطانية 1885 ‏، انتخب عضو برلمان المملكة المتحدة الـ23 عن دائرة North Monmouthshire (UK Parliament constituency) ‏ (3 ديسمبر 1885 – 26 يونيو 1886) وفي الانتخابات العمومية البريطانية 1886 ‏، انتخب عضو برلمان المملكة المتحدة الـ24 عن دائرة North Monmouthshire (UK Parliament constituency) ‏ (1 يوليو 1886 – 28 يونيو 1892) وفي الانتخابات العمومية البريطانية 1892 ‏، انتخب عضو برلمان المملكة المتحدة الـ25 عن دائرة North Monmouthshire (UK Parliament constituency) ‏ (4 يوليو 1892 – 8 يوليو 1895).